# Agata Mróz-Olszewska

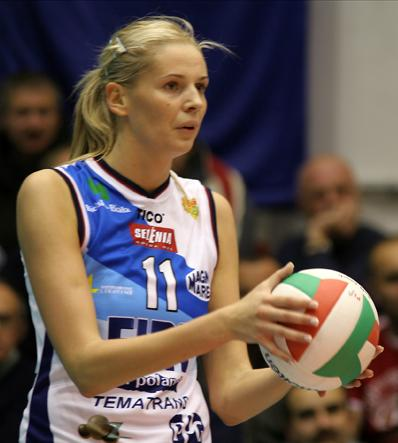
Agata Mróz-Olszewska (ca. 2005)

Agata Danuta Mróz-Olszewska (* 7. April 1982 in Dąbrowa Tarnowska; † 4. Juni 2008 in Breslau) war eine polnische Volleyballspielerin.

## Leben
Die 191 cm große Mittelblockerin war zunächst für ihren Heimatclub Tarnovia Tarnów aktiv. Nach einem Engagement in Ostrowiec Świętokrzyski spielte sie zwischen 2003 und 2006 für das polnische Spitzenteam BKS Stal Bielsko-Biała, mit dem sie 2003 und 2004 polnische Meisterin wurde. 2006 wechselte sie zum spanischen Club CAV Murcia 2005, mit dem sie 2007 ebenfalls auf Anhieb die Meisterschaft sowie den spanischen Pokal errang.
Mit der polnischen Volleyball-Nationalmannschaft wurde sie 2003 und 2005 Europameisterin.
Seit dem 17. Lebensjahr litt Agata Mróz am Myelodysplastischen Syndrom. Als sich ihr Gesundheitszustand im Jahr 2007 verschlechterte, informierten sie und ihr Ehemann Jacek Olszewski die Öffentlichkeit über ihre Krankheit. Im selben Jahr beendete sie ihre sportliche Karriere.
Am 22. Mai 2008 unterzog sich Agata Mróz-Olszewska in Breslau erfolgreich einer Knochenmarktransplantation. Am 4. Juni 2008 starb sie jedoch an einer Sepsis. Sie hinterließ ihren Mann und ihre Tochter Liliana, die zwei Monate vor ihrem Tod, am 4. April 2008, geboren wurde.
Der polnische Staatspräsident Lech Kaczyński verlieh Agata Mróz-Olszewska postum das Ritterkreuz des Ordens Polonia Restituta, der zweithöchsten zivilen Auszeichnung des Landes.